# 北海道エアシステム
株式会社北海道エアシステム（ほっかいどうエアシステム、英: Hokkaido Air System Co., LTD.）は日本航空（JAL）グループのコミューター航空会社である。現在は札幌市内の丘珠空港を拠点にターボプロップ機（プロペラ機）を用いて北海道内を結ぶ路線を中心に運航している。
運送の共同引受により、全便JAL便として運航される。

## 概要

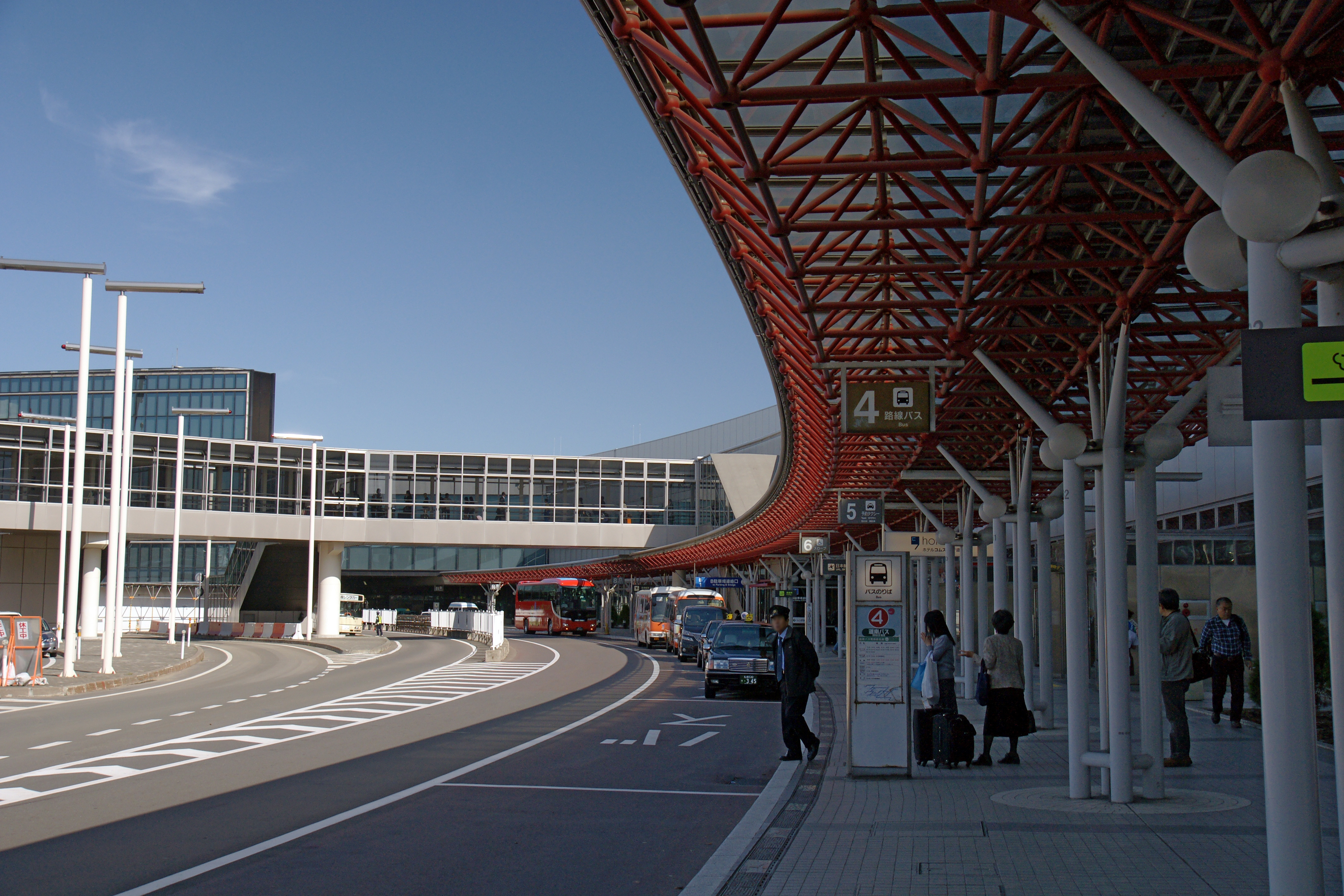
2011年5月31日まで本社が置かれていた新千歳空港ターミナルビル

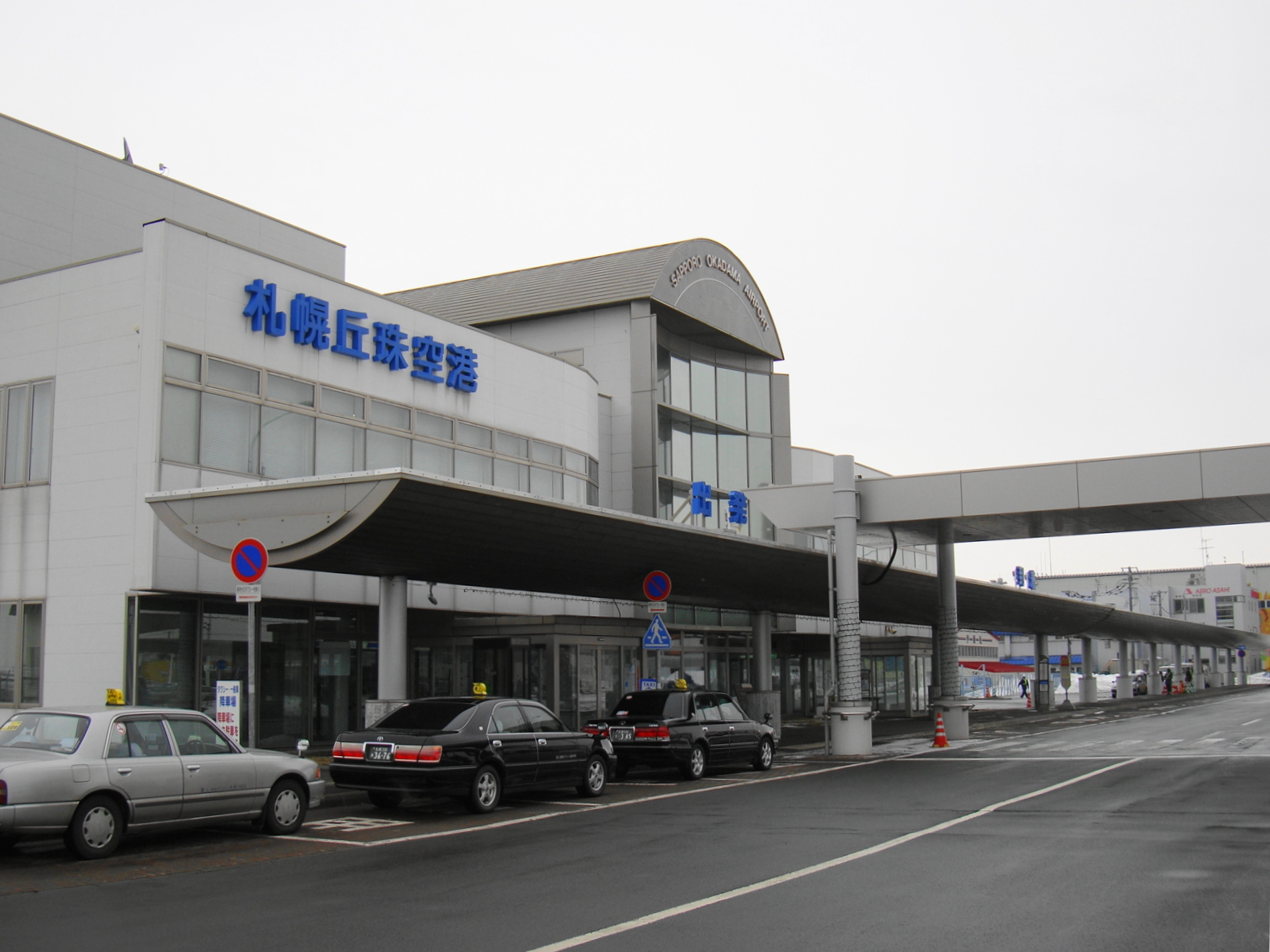
2011年6月1日より本社が置かれる丘珠空港ターミナルビル

道内遠隔地の高速交通手段として、日本航空（当時の日本エアシステム）と北海道が第三セクター方式でコミューター航空会社として設立され、1998年3月28日に函館空港を拠点に、函館 - 旭川空港・釧路空港の路線で運航を開始した。
「HAC」という略称から、「北海道エアコミューター」と誤解されることもあるが、Hokkaido Air System Co., Ltd.の略である。「HAS」とすることもできたが、設立当時は日本エアシステムの関連会社として新千歳空港での運航補助業務や売店業務を担当する「北海道エアーサービス (HAS) 」が存在し重複するため、「HAC」となったとされる。便名の案内などでも「HAC」が用いられているが、正式な航空会社コードは「NTH」となる。

### JALグループからの分離
設立当初から日本エアシステム、そして吸収合併後における日本航空 (JAL) グループ企業の1社だったが、ワンワールドには加盟していなかった。2009年9月11日に日本航空は北海道エアシステムの経営撤退を表明、JAL保有株の買い取りを巡り北海道議会など関係自治体での論争といった紆余曲折を経て、2011年3月31日に北海道を筆頭株主としてJAL、札幌市等の就航地自治体、道内財界各社などという構成となった。JALはHACを連結会計の適用から除外できる比率まで株式を減じたため、実質的に経営から撤退、HACはJALグループから離脱した。予約発券業務については同年8月31日搭乗分をもってJALへの委託を打ち切り、翌9月1日搭乗分からは自社で行っている。JALは株式売却後も機体整備などの業務受託を継続していた。
JALグループ離脱後もしばらくの間はJALマイレージバンクのフライトマイル積算も維持していたが、2013年7月1日からはJALとのコードシェアを開始する替わりに自社便で予約した場合のマイル積算を打ち切った。JALマイレージバンクで貯まったマイルをHACとの提携特典航空券として利用する場合は7月1日以降もHAC便名での予約に限られる。また、2013年7月1日より独自のマイレージサービスのHACフライトポイントが開始された。交換はかつてのAIRDOのDOマイルと同様に搭乗券の半券を集めて郵送する仕組みとなっている。なお、2014年10月にHACが再びJALグループとなった後もマイレージサービスの扱いに変化がなかったが、2016年10月30日からはHAC運航便がJAL・J-AIR・HACの3社による運送の共同引受に運航形態が変更されることとなり、HAC運航便が日本航空便名での運航に切り替わった。合わせて「HACフライトポイント」も終了となった。終了に伴い、HACフライトポイントの交換特典にJALマイレージバンクへの積算が用意された。
HAC便とコードシェアによるJAL便で運航されていた時期については、HAC便で適用される割引運賃（HAC28割など）を利用するには、HACから購入する必要があった。なお、当該時期においてHACは他のJALグループ航空会社や全日本空輸（ANA）と連帯運送契約を締結していなかったため、乗り継ぎによる受託手荷物などの取り扱いがJALグループ各社とは異なっていた。
札幌市の出資に当たっては丘珠空港への本拠地（ハブ拠点）移転を条件に北海道が引き合わせたため、2011年6月1日にハブ拠点を新千歳空港から丘珠空港へ集約し、新千歳空港からは完全撤退した。これは2010年に行われたエアーニッポンネットワーク（現：ANAウイングス）の丘珠撤退・千歳集約化と正反対の施策で、札幌市中心部に近い丘珠空港の発着数が増加することになる。同時に本社についても新千歳空港内から丘珠空港内へ移転した。

### JALグループへの復帰
2013年9月には2014年度中を目処にJALの持株比率を51%程度まで高め再度子会社化する予定で北海道と調整に入っていることが報じられた。その後、JALはHACの子会社化にむけて調整を進め、2011年に北海道や道内財界各社に売却したHAC株式をJALが再取得することを9月に北海道と同意した。2014年10月22日の取締役会において、北海道および道内財界各社が保有するHAC株式のJALへの譲渡が承認され、翌10月23日にはJALの子会社に復帰した。
再子会社化直後はロゴや機材塗装、客室乗務員および地上係員の制服の変更は行われず、JALグループ離脱時のままであった。2015年6月になって、HACもJALグループ各社に準じたロゴ表記（鶴丸デザイン）に変更され、丘珠・利尻・奥尻の空港カウンターを鶴丸デザインへ順次切り替えた。そして、2016年1月13日に機材塗装をJALグループ共通の鶴丸塗装にする事と、客室乗務員および地上係員の制服をJALグループ共通とする事を発表した。同年4月より機体塗装は順次鶴丸塗装へ変更され、客室乗務員および地上係員の制服も切り替わる。2016年4月27日の鹿児島発丘珠行きチャーター便が鶴丸塗装された機材の初便となり、路線投入された。
2016年10月30日以降、JAL・J-AIR・HACとの運送の共同引受に運航形態が変更されることとなり、同社運航便が全てJAL便としての運航に変更された。
前述のとおりHACは長くワンワールドには加盟していなかったが、2020年10月25日よりJACとともにワンワールドにアフィリエイトメンバーとして加盟した。

### 利用者減少
人口減少社会で利用者の減少が進み、2017年には国土交通省持続可能な地域航空のあり方に関する研究会（座長竹内健蔵東京女子大学教授）で機体の共同保有や、将来の経営統合などを内容とする報告書が出された。但し、近年は都心部に近いことによる利便性の良さ、旅行需要の回復により増加傾向にある。

## 沿革

2011年～2015年のロゴ

- 1993年 : 北海道がコミューター航空の実証実験として日本エアコミューターのサーブ340をチャーターし旭川-釧路・旭川-帯広で実験運航を実施[27]。
- 1997年9月 : 株式会社北海道エアシステム設立。（日本航空（当時の日本エアシステム）・北海道の共同出資）
- 1998年3月28日 : 運航開始[7]。
- 2001年11月 : 函館 - 仙台線を初の道外路線として就航（2003年3月をもって廃止）。
- 2003年8月 : 札幌・丘珠空港乗入れ開始。
- 2006年4月 : エアー北海道から函館 - 奥尻線を引き継ぐ。
- 2011年3月 : 日本航空が経営から撤退し、JALグループから外れる。北海道が筆頭株主となる
- 2011年6月1日 : 新千歳空港から撤退し丘珠空港へ集約すると同時に本社を新千歳空港内から丘珠空港内へ移転。
- 2012年10月27日 : 札幌/丘珠 - 女満別線（1日2便）を運休。
- 2013年1月27日 : 旭川 - 函館線（週2便 土・日）を運休。
- 2013年7月1日 : 日本航空とコードシェアを開始（開始後は、JAL便名での搭乗時のみJALのフライトマイルが積算とされる[28]。）。同時に札幌/丘珠 - 三沢線（1日1便）を就航開始[29][30]。2003年3月に函館 - 仙台線が廃止になって以来、約10年ぶりの道外路線となった。
- 2013年8月1日 : 札幌/丘珠 - 函館 - 三沢線（1日1便）を就航開始[31]。
- 2013年11月30日 : 札幌/丘珠 - 函館 - 三沢線（1日1便）を運休[32]。
- 2014年4月26日 : 札幌/丘珠 - 函館 - 三沢線（週2便 (土・日) ・祝日）を運航再開[33]。
- 2014年10月23日 : 日本航空がHACを再子会社化[34]。
- 2015年10月22・24日 ： 丘珠 - ユジノサハリンスク間で初の国際チャーター便を運航[35]。
- 2016年10月30日：運送の共同引受開始により全便JAL便としての運航開始（初便は丘珠発函館行きJAL2741便）[36][6]。
- 2019年12月18日：ATR 42-600の初号機（JA11HC）を受領[37]。
- 2020年4月12日：ATR 42-600の初号機（JA11HC）が運航開始（初便は丘珠発釧路行きJAL2863便）[38][39]。当初は2020年3月29日から運航開始予定であったものの、受領遅延に伴い、同日に後ろ倒しした[40]
- 2020年10月25日：国際航空連合（アライアンス）「ワンワールド」に加盟[5]。
- 2020年10月27日：札幌/丘珠 - 女満別線（週3便 火・水・木）を運航再開[41]。
- 2020年12月29日：函館発丘珠行きJAL2748便を最後にSAAB340Bの3号機（JA03HC）が退役[42]。同社の運航機材に退役機が出るのはこれが初めて。
- 2021年4月6日：ATR 42-600の2号機（JA12HC）を受領[43]。
- 2021年4月17日：ATR 42-600の2号機（JA12HC）が運航開始[44]。当初は2021年4月20日に運航開始予定であったものの、同日に同型機の初号機（JA11HC）の整備に伴う代替機として3日前倒しして運航開始した。
- 2021年7月17日：夏季季節運航便として札幌/丘珠 - 奥尻線（土日祝日運航）を開設[45]。同年10月31日以降は通年運航に格上げの上、土日祝日運航便として運航される[46]。
- 2021年9月7日：函館発丘珠行きJAL2754便を最後にSAAB340Bの初号機（JA01HC）が退役[47]。当初は2021年9月6日の函館発丘珠行きJAL2752便を最後に退役予定[48]であったものの、COVID-19の影響に伴う減便対応などにより、1日後ろ倒しとなった。
- 2021年9月29日：ATR 42-600の3号機（JA13HC）を受領[49]。
- 2021年11月9日：ATR 42-600の3号機（JA13HC）が運航開始[50][51]。当初は11月8日より運航開始予定であったものの、運航前の整備作業に時間を要したことから、1日後ろ倒しになった[52]。
- 2021年12月26日：函館発丘珠行きJAL2740便を最後にSAAB340Bの2号機（JA02HC）が退役[53][54][55]。これにより、日本の航空会社から同機が完全に姿を消した。当初は釧路発丘珠行きJAL2862便を最後に退役予定[56]であったものの、降雪に伴う当該便の欠航により、JAL2740便が事実上のラストフライトとなった。
- 2023年9月29日：ATR 42-600の4号機（JA14HC）を受領
- 2023年10月25日：ATR 42-600の4号機（JA14HC）が運航開始
- 2023年10月29日：札幌/丘珠 - 中標津線、秋田線に就航[57][58]。

## 運航機材

### 保有機材
| 北海道エアシステム 運航機材一覧（2023年10月現在） | 北海道エアシステム 運航機材一覧（2023年10月現在） | 北海道エアシステム 運航機材一覧（2023年10月現在） | 北海道エアシステム 運航機材一覧（2023年10月現在） | 北海道エアシステム 運航機材一覧（2023年10月現在） | 北海道エアシステム 運航機材一覧（2023年10月現在） |
| 機体型式                                          | 機体番号                                          | 製造番号                                          | 受領年月                                          | 就航年月                                          | 備考                                              |
| ------------------------------------------------- | ------------------------------------------------- | ------------------------------------------------- | ------------------------------------------------- | ------------------------------------------------- | ------------------------------------------------- |
| ATR 42-600                                        | JA11HC                                            | 1417                                              | 2019年12月18日                                    | 2020年4月12日                                     | 北海道イメージ特別塗装                            |
| ATR 42-600                                        | JA12HC                                            | 1603                                              | 2021年4月6日                                      | 2021年4月17日                                     | 元雪ミク塗装                                      |
| ATR 42-600                                        | JA13HC                                            | 1610                                              | 2021年9月29日                                     | 2021年11月9日                                     | オプション、ワンワールド塗装                      |
| ATR 42-600                                        | JA14HC                                            | 1614                                              | 2023年9月29日                                     | 2023年10月24日                                    | eco prop塗装                                      |

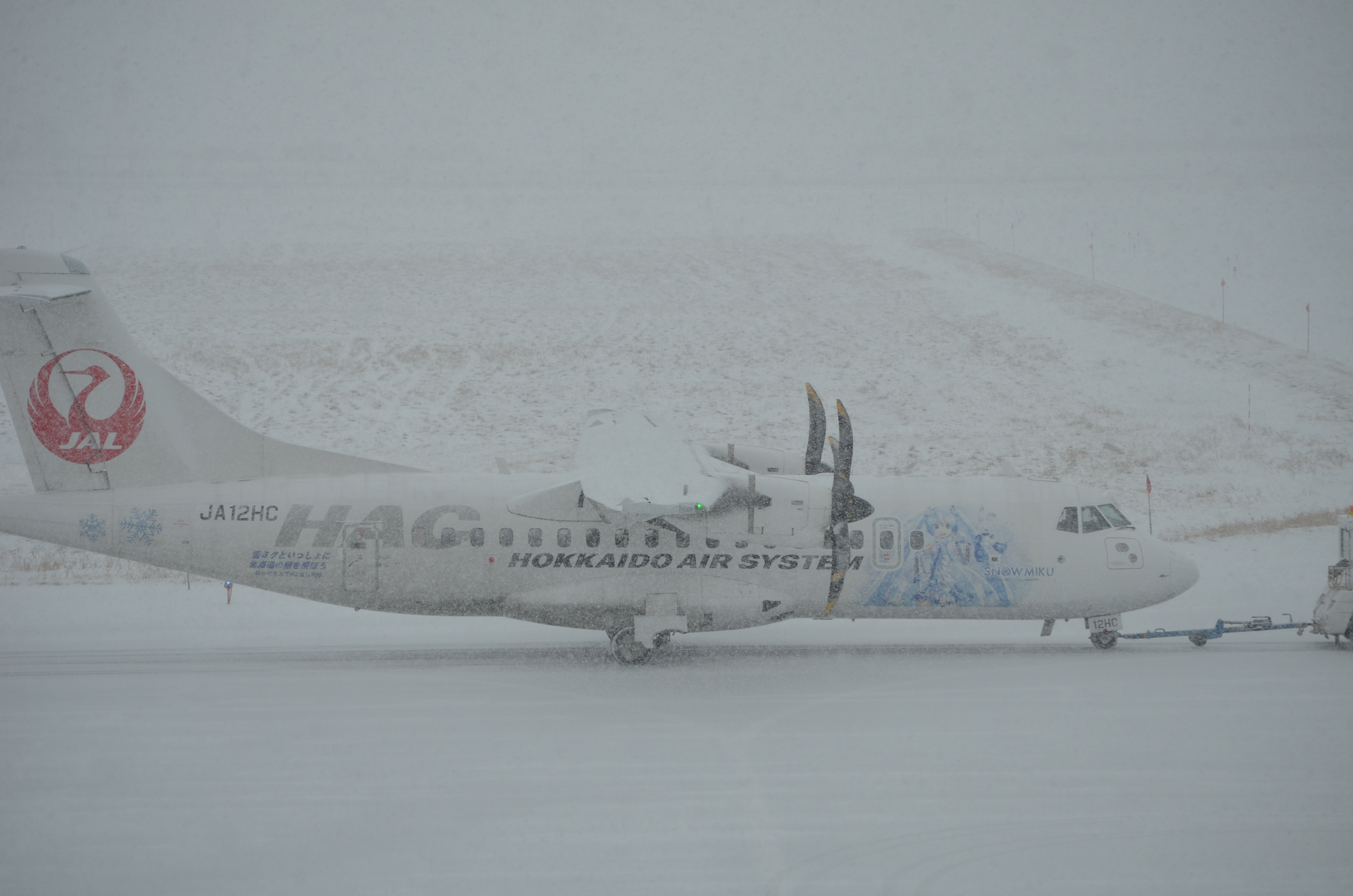
ATR 42-600（雪ミク塗装）

- ATR 42-600(定員48席): 4機

2018年7月18日、ファンボロー航空ショーでATR42-600型機3機（確定2機、オプション1 機）の発注に関する覚書を締結。締結時に運航中だったサーブ340の3機を更新し、2020年から運航開始予定と発表。同機材は天草エアラインや同じJALグループの日本エアコミューターが運航している。重整備などは鹿児島空港にあるJACの施設で実施するため、北海道 - 鹿児島の長距離フェリーフライトが行われる。重整備などにより運用を外れる際、JACとの共通事業機設定利用し、JAC保有機が機材支援でHAC路線運航されることがあるが、JAC基本的な座席配置と客室仕様はJACの同型機と同じであるが、JACが特注した機内ストレッチャー設置機能は装備していない。なお、JACのATR42の全機が共通事業機の対象になっているわけではなく、JA01JC・JA03JC・JA04JCのうちのいずれかが貸し出される。また、国土交通省内の「持続可能な地域航空のあり方に関する研究会」はこの運用に興味を持っていて将来的に日本での地域航空の運用ベースになる可能性があるとみられている。。
1号機 (JA11HC)は北海道出身のデザイナー、鈴木奈々瀬がデザインした北海道をイメージした特別塗装を施され、2019年11月受領予定が遅延、12月18日に受領し、22日に来日、まずJAC拠点鹿児島での慣熟訓練を行いHAC本社札幌丘珠への到着は年明けの2月16日になり、就航は当初、夏ダイヤ3月29日からの予定が受領遅れによる訓練準備期間確保のため4月12日に変更となった 。
2号機 (JA12HC)は2020年9月受領、10月就航予定で、オプションになっていた3号機も2021年春の導入になる見通しが報道されていたが、COVID-19の影響で2号機の受領時期は2021年4月6日にずれ込んだ。2023年HAC就航25周年に、北海道を空から元気にしていくために、札幌市のIT企業であるクリプトン・フューチャー・メディア株式会社とタイアップし、同社が2010年さっぽろ雪まつりで製作した真っ白い「初音ミク」の雪像ー「雪ミク」を描かれた特別塗装で2022年12月27日から就航し、2023年12月19日に終了。
3号機 (JA13HC)は2021年9月29日に受領。同社としては初めてのワンワールド塗装である。フェリーフライトは機体記号「F-WKFV」にてATR社の4名のスタッフにより、フランスのトゥールーズから6日間かけて鹿児島まで実施された。離島路線用航空機購入費補助を受けて導入しており、飛行時間の概ね50 %を離島路線に充てる必要があることから、離島路線およびその機材繰り運用が中心となる。
4号機 (JA14HC)は2023年9月29日に受領。塗装は同じJAL系列JAC運用「ecoPROP」デザインに準じ左側に「ecoPROP」文字デザイン塗装を施して、同年10月7日に国内事前整備を行うJAC本拠地鹿児島に到着。

### 退役機材
- サーブ340B-WT（36席） : 3機

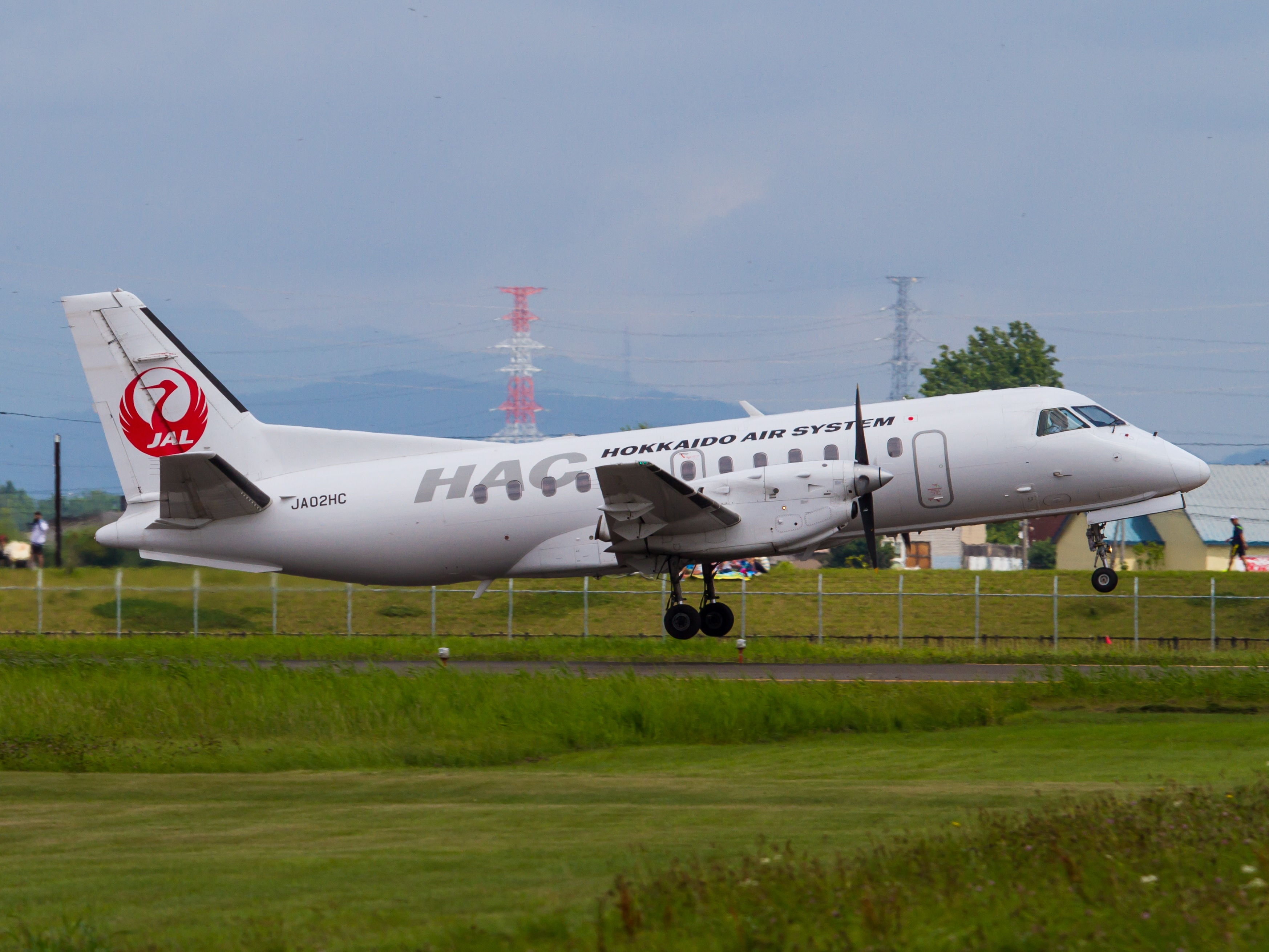
サーブ340B-WT

会社設立時に導入した機種。1998年に2機、1999年に1機の合計3機を導入した。原則として3機フル稼働のダイヤが組まれ、定期点検など3機稼動できない期間があらかじめ決まっている場合は2機体制のダイヤが組まれる。2011年4月には1機が機材不具合で3日間離脱したが、別機材の定期点検と重なったため稼動できる機材が1機となり、26便中16便の欠航が発生する日もあった。こうしたぎりぎりの機材繰りを緩和するため、5年ほどで1機増やす計画があったが親会社だった日本航空破綻の影響で実現には至らなかった。
代案として2015年11月からHACの機材とグループ会社の日本エアコミューター（JAC）で運用しているサーブ340Bを共通事業機に登録し、日本エアコミューターから機材を借用した。同社機材を借り受けることで定期整備期間中の一部路線便を運航することとなった。2016年4月28日には丘珠空港にてJA02HCの定期点検明けにより、前述のJACとの提携による短期リースJAC旧塗装機(JA002C)、独自塗装機(JA01HC)、JAL復帰新塗装機(JA02HC)、JAL離脱前旧塗装(JA03HC)の４者４様の塗装が勢揃いする光景が見られた。ATR42-600の導入に伴い、2020年12月29日から退役が始まり、JA03HCがその退役機第1号となった。続いてJA01HCが2021年9月7日を最後に退役し、最後の1機となったJA02HCも2021年12月26日を最後に退役した。これにより日本の航空会社から同機が完全に姿を消した。

## 塗装

### JASグループ時代

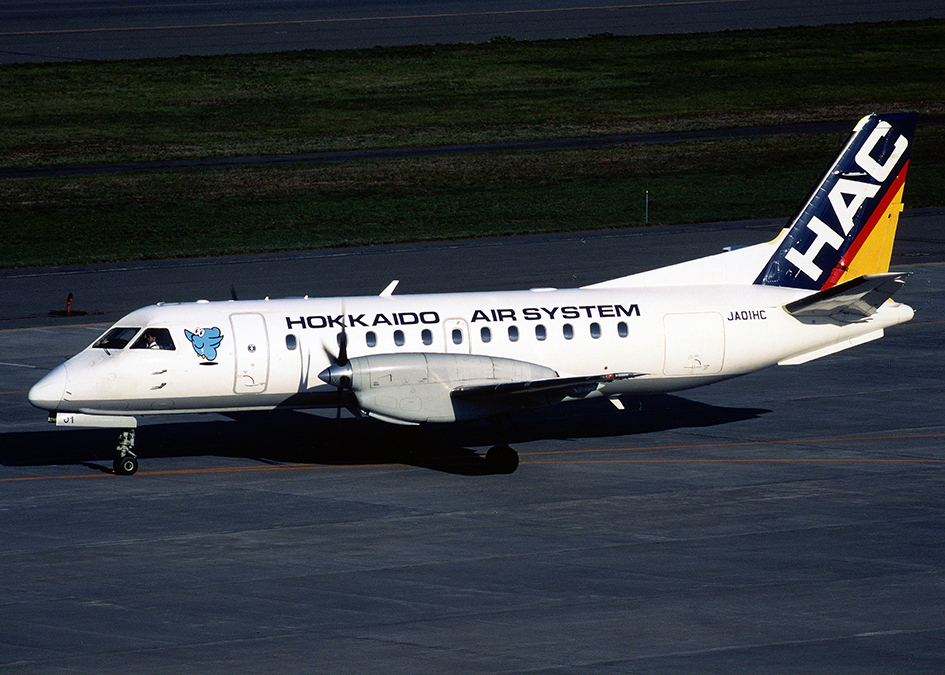
北海道エアシステム サーブ340B JA01HC（2002年）

垂直尾翼に「レインボー・カラー」を配した日本エアシステム (JAS) の2代目塗装に準じている。相違点は「HOKKAIDO AIR SYSTEM」のタイトルロゴと垂直尾翼の「HAC」表記程度である。このほか、当時誕生したスズランの花と飛行機を合わせたキャラクター「ハックン」を操縦席横に配していた。

### JALグループ時代
JALグループの「The Arc of the Sun（太陽のアーク）」塗装であり、「JAL」のロゴ表記を「HAC」（Aに横棒がなくノが入る）（）に置き換え、続いて「HOKKAIDO AIR SYSTEM」と表記される。

### JALグループ離脱時

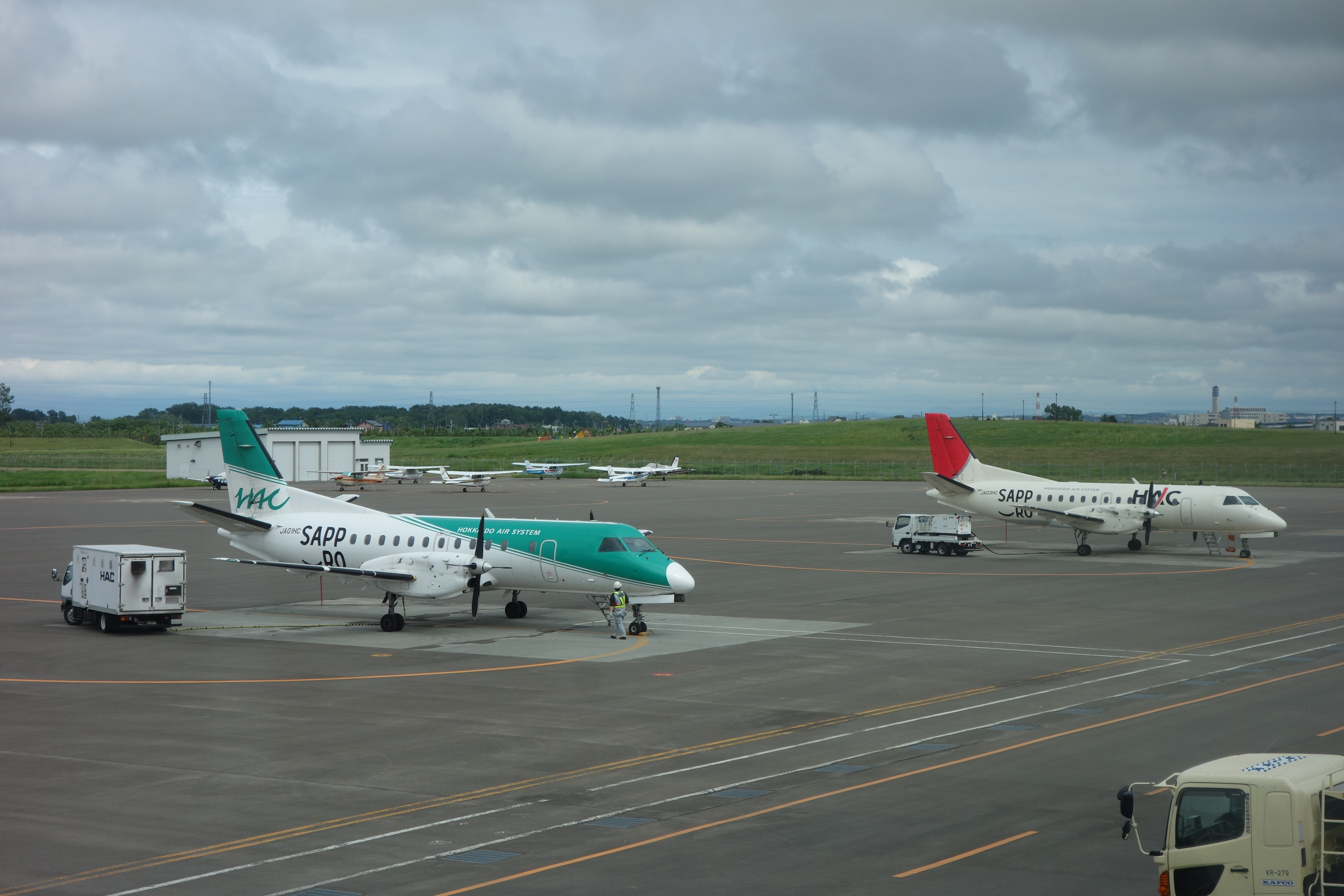
左）独自デザイン塗装機、右）「太陽のアーク」塗装機

新しいロゴマークが公募で決定し、2011年6月1日、丘珠空港における記念式典において披露された。
新ロゴを用いた新塗装機は、機首及び垂直尾翼上部にコーポレートカラーを配したものとなり、この塗装の初号機は2011年11月より鹿児島の日本エアコミューターでの整備を実施したJA01HCである。
「The Arc of the Sun（太陽のアーク）」塗装の2機はHACのJALグループ復帰までに塗装変更がなされず、後述のJALグループ共通の鶴丸塗装が施されることが決まったため、この塗装はJA01HCのみに施されることとなる。
なお、新塗装機となったJA01HCは、2011年12月1日の561便（丘珠→釧路）でデビューする予定であったが、機材繰りの都合により、11月30日鹿児島からのフェリー到着後、同日の567便（丘珠→釧路）で運用に復帰している。

### JALグループ復帰後
2014年10月23日には日本航空の子会社に再びなったものの、再子会社化直後はロゴや機材塗装の変更は行われず、JALグループ離脱時のままであった。その後、2016年1月13日に機材塗装もJALグループ共通の鶴丸塗装にする事を発表した。
「The Arc of the Sun（太陽のアーク）」塗装の2機、前述のJALグループ離脱時の塗装の1機は整備時に順次塗装変更がなされる。
同年4月より順次鶴丸塗装へ変更され、2017年11月末までに同社が保有する全ての機体が鶴丸塗装に統一された。ホワイトボディに斜体黒字で「HOKKAIDO AIR SYSTEM」と表記され、尾翼に鶴丸が配される。ただし鶴丸内の表記は「JAL」である。更に胴体後部には緑の斜体文字で「HAC」と表記されている。

## 就航路線

### 運航路線
2023年（令和5年）10月29日現在
- 丘珠空港 - 利尻空港、女満別空港、中標津空港、釧路空港、函館空港、奥尻空港、三沢空港、秋田空港
- 函館空港 - 奥尻空港

丘珠空港 - 釧路空港線および函館空港線は、2003年（平成15年）8月1日より運航を開始。
函館空港 - 奥尻空港線は、奥尻空港の滑走路延長工事が2006年（平成18年）3月25日に完了。同年4月1日より他社から引き継いで運航開始した。
丘珠空港 - 利尻空港線は、2011年（平成23年）10月1日より運航を開始。前日をもって他社が運航する新千歳空港 - 利尻空港線の通年運航が終了している。
丘珠空港 - 三沢空港線は、HAC再建計画の中で他社競合がないなどの点で就航候補に上がり、2013年（平成25年）7月1日より運航を開始。新千歳空港 - 三沢空港線（JAL運航）が2007年（平成19年）10月より運休しており、札幌線として6年ぶりの再開となった。
丘珠空港 - 女満別空港線は、2011年（平成23年）4月9日より運航したものの、HAC再建計画の中で他社競合で採算性が低い点などから整理対象に上がり、2012年（平成24年）10月28日より運休となった。2020年（令和2年）になり、丘珠空港 - 三沢空港線が同年10月27日より週末中心の運航に減便されたことから、平日のビジネス需要が見込めるとして同日以降の空いた日を振り向け8年ぶりに路線再開した。
丘珠空港 - 奥尻空港線は、夏の観光シーズン向けに2021年（令和3年）7月17日に運航開始し8月15日までの土日祝日に1ヶ月間就航。同年10月31日以降はJA13HCの航空機購入補助条件を満たすため、通期で概ね週2便運航する。
JA14HCの運航開始に伴い、2023年（令和5年）10月29日より以下2路線を新規開設した。
丘珠空港 - 中標津空港線は、JAL, HAC, 根室管内自治体などが協力し、札幌圏から根室管内の病院への出張医にHACから航空券が提供されるなど過疎地域の医療支援に力を入れる。路線としては2010年（平成22年）6月30日をもって他社便が撤退以来13年ぶりの再開となった。
丘珠空港 - 秋田空港線は、同日より運休となる新千歳空港 - 秋田空港線（ジェイエア運航）から引き継ぐ形で運航を開始。東北路線の就航可能性において、秋田は新幹線との競合が薄い点が挙げられている。
2030年（令和12年）以降に予定されている北海道新幹線札幌延伸では、全路線旅客数の4割を占める丘珠空港 - 函館空港線の旅客減少が見込まれることから、新たな路線開拓や需要創出を行っていく。
自然災害などにより地上交通機関が不通となった際、臨時便を運航することがある。

### 休廃止路線
- 新千歳空港 - 紋別空港、女満別空港、釧路空港、函館空港
- 丘珠空港 - 紋別空港
- 函館空港 - 旭川空港、女満別空港、釧路空港[119]、三沢空港、仙台空港
- 旭川空港 - 釧路空港

## 機内サービス
お茶（温・冷）とミネラルウォーター、JALオリジナルドリンクのスカイタイム（桃とぶどうのジュース）を用意している。なお、全線にて飛行時間が短いこともあり、ホットドリンク（コーヒー、コンソメスープなど）は提供されない。お子様向けには同社オリジナルグッズも用意している。そのほか日本航空の機内誌「SKYWARD」と併せて、同社オリジナルの機内誌「HAC MAGAZINE」を用意している。ボーディング・ミュージックは日本航空同様、「I Will Be There with You」（David Foster作曲）と「明日の翼」（久石譲作曲）が起用されており、前者は搭乗時、後者は降機時にそれぞれ流れる。

## トラブル
2011年6月4日午前11時26分頃、乗客乗員13名搭乗の函館発奥尻行き定期便サーブ340B-WT（機体記号JA03HC）が奥尻空港の手前約1.5km、高度200mで視界不良による着陸のやり直しを行った際機長の高度設定の失念により、操縦士が上昇しているつもりなのに機体は急降下し対地接近警報装置（GPWS）が鳴動、着陸後に地上約30mまで降下していたことが判明した。しかし、HACは大事故になりかねない重大インシデントとは認識せず、同年6月8日になって国土交通省に報告、筆頭株主である北海道知事には6月10日まで報告されなかった。さらにその間エンジンに問題を抱えたまま運用し続ける事態となった。

## 広告・宣伝活動
2022年12月27日から2023年12月19日にかけて、「HAC就航25周年」および「SNOW MIKU 2023」のタイアップの一環として雪ミクラッピング機を運航した。